# El profesor Tragacanto
El profesor Tragacanto, és una sèrie i un personatge fictici de còmic creat per Martz Schmidt, es va publicar per primer cop a la revista Pulgarcito de l'editorial Bruguera, l'any 1959. El títol complet de l'encapçalament de les seves històries era El professor Tragacanto y su clase de espanto. Com el seu nom indica, el professor Tragacanto és un mestre d'escola, la relació amb els alumnes, les seves famílies i el conserge de l'escola, són l'eix per crear les històries d'aquest personatge.

## Vida quotidiana
Les característiques físiques del profesor Tragacanto són les d'un home vell, baix, molt baix, cabells llargs, bigoti i una molt poblada barba blanca. La seva indumentària està composta per un sempitern vestit de color negre, el mateix color del seu birret, de professor universitari.
El seu caràcter és el d'una persona creguda, malhumorada i molt satisfeta de si mateixa. Malgrat que el seu aspecte és el d'un d'aquells mestres d'escola que després de la guerra civil el règim de Franco va represaliar, Tragacanto és un professor d'escola privada, aquesta escola quasi sempre està mancada de fons per a poder tirar endavant. El mateix professor està més preocupat pel seu prestigi que per l'educació dels seus alumnes.
L'estat civil de Tragacanto és el d'un home solter. Una altra de les seves dèries és la de tenir una imatge de superioritat envers els seus alumnes.

## Personatges Secundaris
Els personatges secundaris d'aquesta sèrie són en Petronio; conserge de l'escola, home solter, senzill, ingenu, poc intel·ligent i gandul. La relació amb el professor que és el seu cap no és gens senzilla, perquè malgrat que cada un d'ells és conscient de la seva posició social, Tragacanto és el qui mana i Petronio el subordinat, aquest és incapaç de satisfer les exigències del primer i no li discuteix mai les seves ordres, això ve donat perquè el seu coeficient intel·lectual voreja l'absurd.
Els alumnes més destacats són Vicente Fenelón, al qui fa seure a una taula especial a prop seu pel primer de la classe, i Jaimito Buitrago, el paradigma de l'alumne gandul, gamberro, fumador i ignorant. Els seus cognoms es mencionen en poques històries.

## Autors
L'autor, fou el seu creador. Martz Schmidt, pseudònim de Gustavo Martínez Gómez. Aquest també fou l'autor d'altres personatges de còmic com; El doctor Cataplasma, El sheriff chiquito i Deliranta Rococó, entre d'altres. L'any 1986 Ediciones B va crear l'Equipo Martz Schmidt. Hi varen treballar dibuixants de Cartagena, entre ells Ardil, Rogelio, Rosique, Dioni i Giménez. Aquests dibuixants varen dibuixar els personatges clàssics de Martz Schmidt.

## Publicacions
| Nom de la Publicació  | Editorial          | Any  | Format  | Idioma   |
| --------------------- | ------------------ | ---- | ------- | -------- |
| Pulgarcito            | Editorial Bruguera | 1959 | Revista | Castella |
| Tio Vivo              | Editorial Bruguera | 1961 | Revista | Castella |
| Pulgarcito, Super     | Editorial Bruguera | 1970 | Revista | Castella |
| Tio Vivo, Super       | Editorial Bruguera | 1972 | Revista | Castella |
| Zipi y Zape           | Editorial Bruguera | 1972 | Revista | Castella |
| Zipi y Zape, Super    | Editorial Bruguera | 1973 | Revista | Castella |
| Mortadelo, Gigante    | Editorial Bruguera | 1974 | Revista | Castella |
| Mortadelo, Especial   | Editorial Bruguera | 1975 | Revista | Castella |
| Super Humor           | Editorial Bruguera | 1975 | Album   | Castella |
| Carpanta, Super       | Editorial Bruguera | 1977 | Revista | Castella |
| Zipi y Zape, Especial | Editorial Bruguera | 1978 | Revista | Castella |
| Rompetechos,Super     | Editorial Bruguera | 1978 | Revista | Castella |
| Pulgarcito            | Editorial Bruguera | 1981 | Revista | Castella |
| Zipi y Zape, Super    | Ediciones B        | 1987 | Revista | Castella |
| Super Humor Clasicos  | Ediciones B        | 2005 | Album   | Castella |
| Clasicos del Humor    | RBA                | 2009 | Album   | Castella |